# فرناندو مارین
فرناندو مارین (انگلیسی: Fernando Marín؛ زادهٔ ۲۷ نوامبر ۱۹۷۱) بازیکن فوتبال اهل اسپانیا بود که در لا لیگا برای لوگرونیس بازی می‌کرد. او پدر پابلو مارین است.